# Фабр, Тьерри
Тьерри Фабр (фр. Thierry Fabre, род. 5 марта 1982, Монпелье) — французский дзюдоист, чемпион и призёр чемпионатов Франции, призёр чемпионата мира среди студентов, призёр Всемирных военных игр, призёр чемпионата мира. Участник летних Олимпийских игр 2012 года в Лондоне.

## Карьера
Выступал в полутяжёлой весовой категории (до 100 кг). Чемпион (2007 и 2011 годы), серебряный (2003, 2009) и бронзовый (2006) призёр чемпионатов Франции. В 2006 году стал серебряным призёром чемпионата мира среди студентов. В 2011 году стал третьим на Всемирных военных играх.
На Олимпиаде в Лондоне в первой схватке победил египтянина Рамадана Дарвиша, но в следующей проиграл монголу Найдангийну Тувшинбаяру и занял итоговое 9-е место.